# Râul Căian
Râul Căian este un curs de apă, afluent al râului Mureș. Începe la confluența brațelor Duba, Răcaș și Carpen

## Hărți
- Harta județului Hunedoara
- Harta munților Apuseni